# Олимпијски стадион у Лондону
Олимпијски стадион у Лондону је вишенаменски спортски објекат саграђен за потребе Летњих олимпијских игара 2012. године у Лондону (Уједињено Краљевство). Стадион је смештен у Олимпијском парку у лондонској четврти Стратфорд, у улици Маршгејт лејн.
За време Олимпијских игара стадион ће имати капацитет од 80.000 места, а након Игара горњи део трибине ће се размонтирати и тако ће стадиону остати капацитет од 25.000 места.
Олимпијски стадион представља централни спортски објекат Летњих олимпијских игара 2012. и на њему ће се одржати свечане церемоније отварања и затварања игара и такмичења у атлетици.
Након игара стадион ће се највише користити за атлетику и фудбал (ФК Вест Хем јунајтед). Олимпијски стадион ће бити домаћин Светског првенства у атлетици на отвореном 2017. године.